# Mirzaani

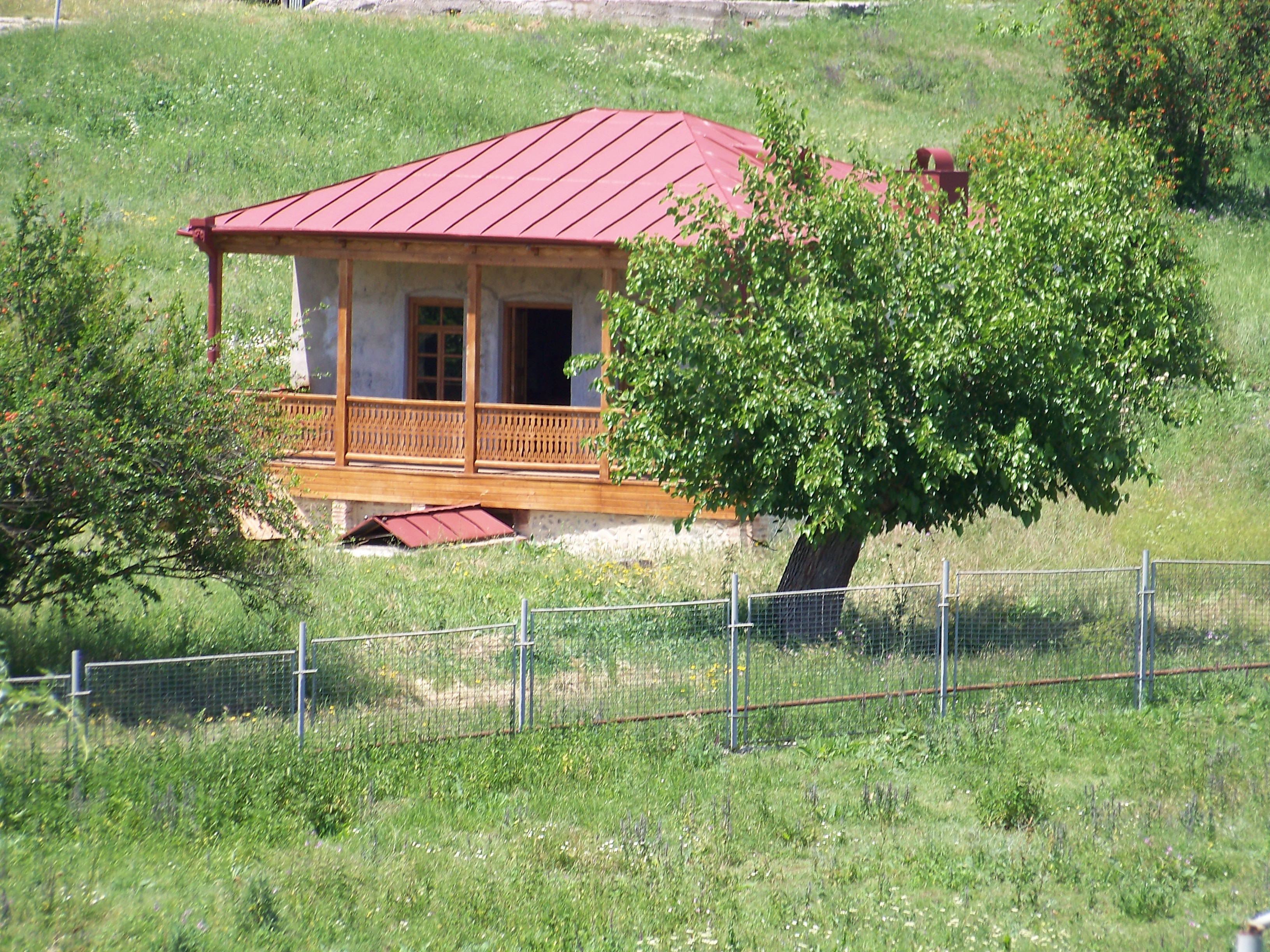
Niko Pirosmanis hus i Mirzaani

Mirzjaani (georgiska: მირზაანი) är en by i distriktet Dedoplistsqaro i Kachetien i Georgien. Byn ligger på 750 meters höjd.
Mirzjaani är känt för att vara den georgiske naivistiske målaren Niko Pirosmanis födelseby. I Mirzjaani finns sedan 1960 personmuseet Niko Pirosmanis hus.